# Mount Saint Mary's Hospital
Mount St. Mary's Hospital and Health Center es un hospital católico fundado en 1907 en Lewiston, Nueva York, al norte de Niagara Falls. Es parte de Catholic Health desde el 1 de julio de 2015.